# 喀尔巴阡国家自然公园
喀尔巴阡国家自然公园（羅馬化：Karpatskyi natsionalnyi pryrodnyi park）地处乌克兰的伊万诺-弗兰科夫斯克州，建成于1980年6月3日。兴建此公园是为了保护喀尔巴阡山脉的自然景观。公园的总部位于亞雷姆切。喀尔巴阡国家自然公园是乌克兰首个国家公园，也是乌克兰最大的国家公园之一。
喀尔巴阡国家自然公园位于伊万诺-弗兰科夫斯克州西南部，地跨纳德维尔纳区和韋爾霍維納區，与外喀尔巴阡州相接。公园占地515.7平方（199.1平方英里），其中有3,834平方（1,480平方英里）的地区禁止任何经济活动。公园建在乌克兰境内喀尔巴阡山脉的最高处、普鲁特河及黑切列莫什河流域的东面斜坡上。普鲁特河发源于公园内部，乌克兰的最高点霍韦尔拉山（2,061（6,762英尺））与公园毗邻。公园的最低点约为500（1,600英尺）。
1921年，乌克兰境内的喀尔巴阡山脉最高处建立了一块自然保护区，最开始占地4.47平方（1.73平方英里）。1968年，这块保护区与新建成的喀尔巴阡国家保护区合并。1980年，喀尔巴阡国家自然公园在乌克兰苏维埃社会主义共和国部长会议颁布的命令下建成，占据喀尔巴阡国家保护区土地的一半左右。喀尔巴阡国家自然公园是隶属于乌克兰生态和自然资源部的独立单元。
公园内的景观有高山草甸和森林。公园内最常见的三种树种是银冷杉、欧洲山毛榉、云杉属。公园内的胡克瀑布是乌克兰境内喀尔巴阡山脉单级落差最大的瀑布（84（276英尺）），还有两条湖是由冰川形成。
喀尔巴阡国家自然公园所处的地区曾经是乌克兰高地人的居住地，留有许多历史及建筑纪念碑，以及木制的建筑。该公园旅游业发达，截至2012年有48条有人维护的道路通往这里。

## 画廊

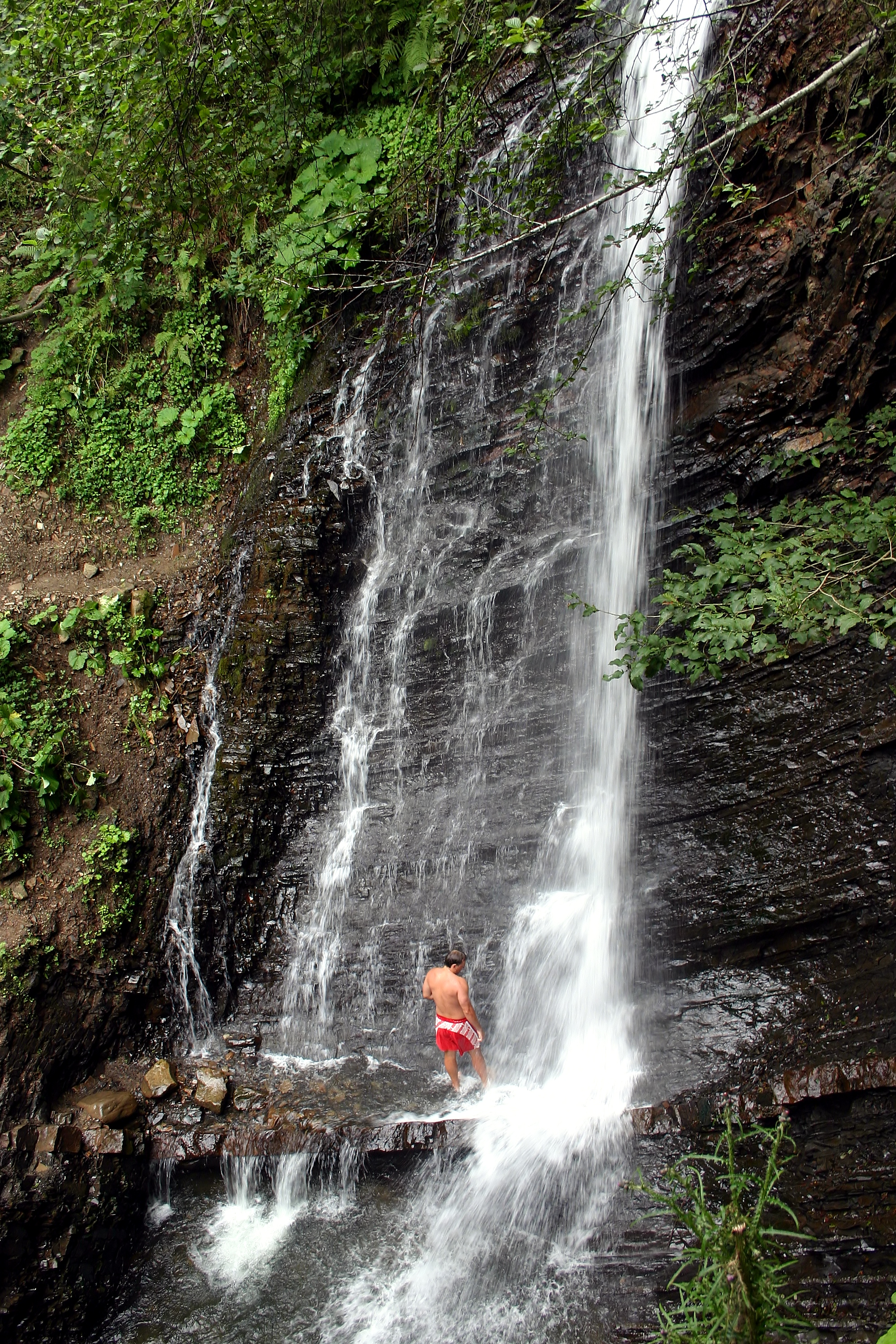
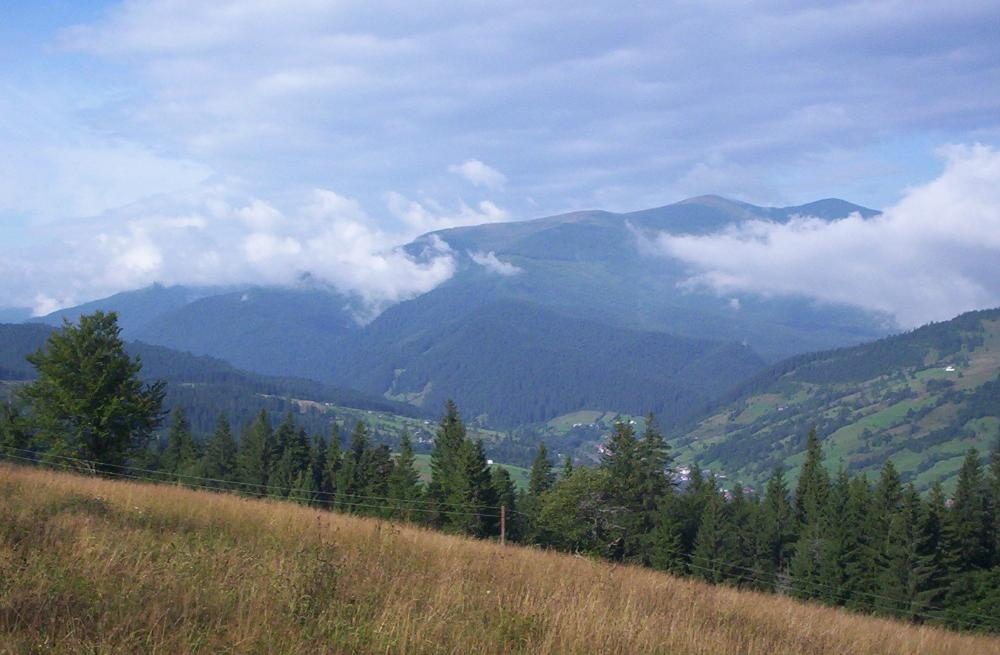
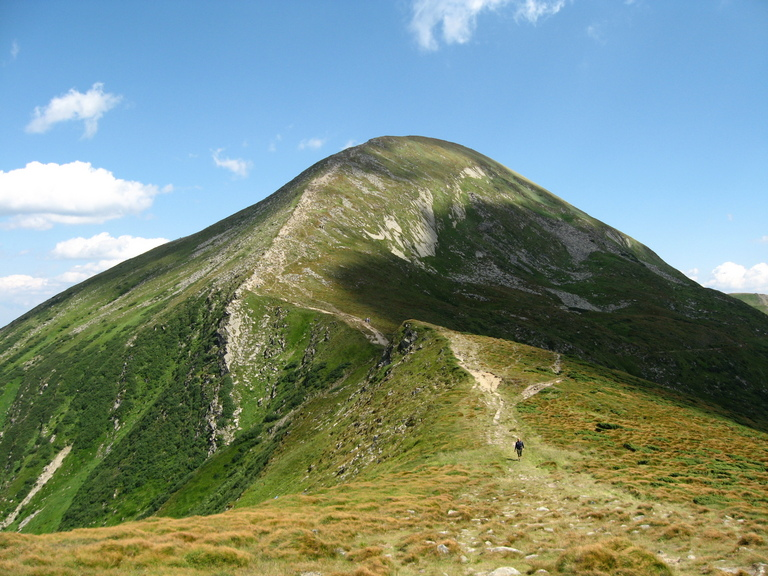
霍韦尔拉山（2007年）
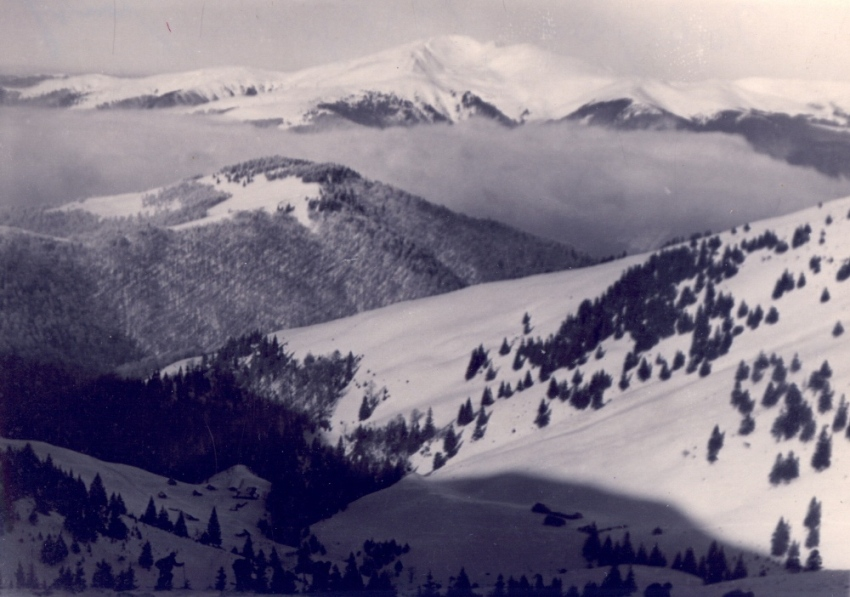